# Werbowe (rejon połohowski)
Werbowe (ukr. Вербове) – wieś na Ukrainie, w obwodzie zaporoskim, w rejonie połohowskim. W 2001 liczyła 1246 mieszkańców, spośród których 1202 posługiwało się językiem ukraińskim, a 44 rosyjskim.